# Chilonatalus micropus
Chilonatalus micropus is een zoogdier uit de familie van de trechteroorvleermuizen (Natalidae). De wetenschappelijke naam van de soort werd voor het eerst geldig gepubliceerd door Dobson in 1880.

## Voorkomen
De soort komt voor in Cuba,  Jamaica, en op Providencia.